# Ángel Serrano
Ángel Serrano Yubero (Madrid, 12 marzo 1942) è un ex cestista e allenatore di pallacanestro spagnolo.

## Carriera
Con la Spagna ha disputato i Campionati europei del 1967.